# Босоласко
Босола̀ско (на италиански: Bossolasco; на пиемонтски: Bossolasch, Босоласк) е село и община в Северна Италия, провинция Кунео, регион Пиемонт. Разположено е на 757 m надморска височина. Населението на общината е 695 души (към 2010 г.).